# Station Nagreg
Nagreg is een spoorwegstation in de Indonesische provincie West-Java.

## Bestemmingen
- Mutiara Selatan: naar Station Bandung
- Simandra: naar Station Purwakarta en Station Cibatu